# Partido Democrático Constitucional do Japão
O Partido Democrático Constitucional do Japão (em japonês:立憲民主党, transl. Rikken Minshutō) é um partido social-liberal de centro-esquerda do Japão, com um posicionamento contra o militarismo e a energia nuclear. 

Foi fundado em 2017 como um cisão da ala esquerda do Partido Democrático, liderada por Yukio Edano.

## Resultados eleitorais

### Eleições legislativas

#### Câmara dos Representantes
| Data | M. Uninominal | M. Uninominal | M. Uninominal | M. Proporcional | M. Proporcional | M. Proporcional | Deputados | Status   |
| Data | CI.           | Votos         | %             | CI.             | Votos           | %               | Deputados | Status   |
| ---- | ------------- | ------------- | ------------- | --------------- | --------------- | --------------- | --------- | -------- |
| 2017 | 4.º           | 4 852 097     | 8,8 / 100,0   | 2.º             | 11 084 890      | 19,9 / 100,0    | 55 / 465  | Oposição |

#### Câmara dos Conselheiros
| Data | M. Uninominal | M. Uninominal | M. Uninominal | M. Proporcional | M. Proporcional | M. Proporcional | Deputados | Status   |
| Data | CI.           | Votos         | %             | CI.             | Votos           | %               | Deputados | Status   |
| ---- | ------------- | ------------- | ------------- | --------------- | --------------- | --------------- | --------- | -------- |
| 2019 | 2.º           | 7 951 430     | 15,8 / 100,0  | 2.º             | 7 917 719       | 15,8 / 100,0    | 32 / 245  | Oposição |